# كان بوزدوغان
كان بوزدوغان هو لاعب كرة قدم ألماني يلعب في مركز خط وسط مع نادي شالكه.

## روابط خارجية
- كان بوزدوغان على موقع الاتحاد الأوربي (الإنجليزية)
- كان بوزدوغان على موقع اتحاد تركيا (لاعب) (الإنجليزية)
- كان بوزدوغان على موقع قاعدة بيانات كرة القدم.إي يو (الإنجليزية)
- كان بوزدوغان على موقع بيانات كرة القدم. دي إي (الألمانية)
- كان بوزدوغان على موقع Soccerbase.com (لاعب) (الإنجليزية)
- كان بوزدوغان على موقع Soccerway.com (الإنجليزية)
- كان بوزدوغان على موقع عالم كرة القدم.نت (الإنجليزية)